# Polnica I
Polnica I (biał. Польніца I, ros. Польница I) – dawna wieś, obecnie wschodnia część wsi Polnica na Białorusi, w obwodzie grodzieńskim, w rejonie grodzieńskim, w sielsowiecie Hoża.
W dwudziestoleciu międzywojennym wieś leżała w Polsce, w województwie białostockim, w powiecie grodzieńskim, w gminie Hoża. Należała do parafii świętych apostołów Piotra i Pawła w Hoży oraz do parafii prawosławnej w Grodnie. Wieś podlegała pod Sąd Grodzki i Okręgowy w Grodnie; właściwy urząd pocztowy mieścił się w Hoży. Według Powszechnego Spisu Ludności z 1921 roku Polnicę I zamieszkiwały 283 osoby, 277 było wyznania rzymskokatolickiego, a 6 prawosławnego. Wszyscy mieszkańcy zadeklarowali polską przynależność narodową. Było tu 48 budynków mieszkalnych. 16 października 1933 utworzyła gromadę Polnica I w gminie Hoża.
Po II wojnie światowej weszła w struktury ZSRR.